# Novi (silnik)

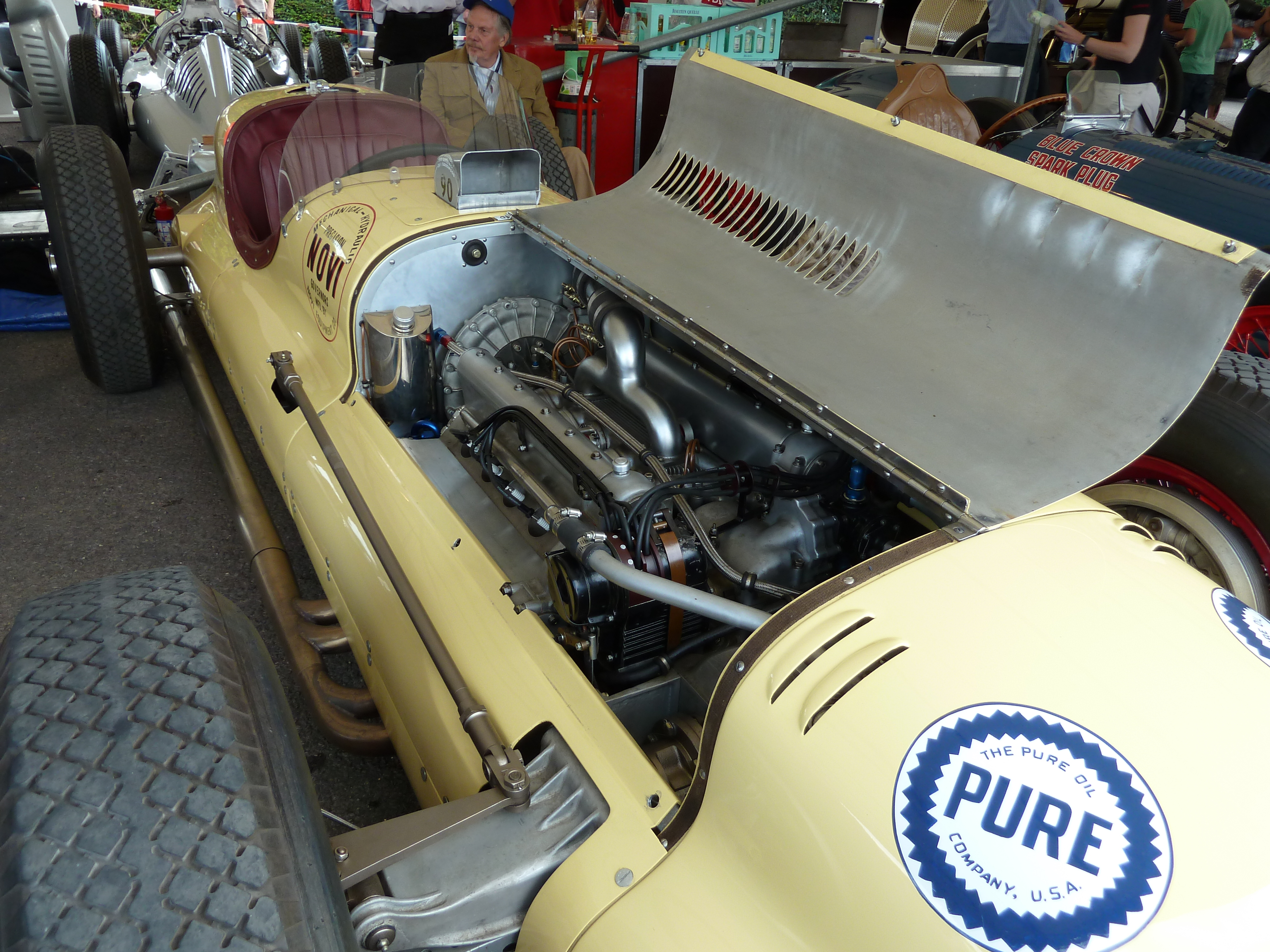
Jeden z silników podczas Goodwood Festival of Speed 2011

Novi – doładowany silnik V8 używany w wyścigach Indianapolis 500. Został zaprojektowany przez Buda Winfielda i Leo Goossena, a zbudował go Fred Offenhauser.

## Historia
Silnik ten został po raz pierwszy użyty pod nazwą „Winfield” w 1941 roku w Millerze z 1935 roku i osiągał moc maksymalną 450 KM. Wystawiony on został w tym samym roku w wyścigu Indianapolis 500. Mimo faktu, iż samochód ten bardzo trudno się prowadził, to Ralph Hepburn zajął nim czwarte miejsce w Indianapolis. W 1946 roku jednostka Novi osiągała 510 KM mocy. Silnik ten był hałaśliwy i wydawał charakterystyczny dźwięk.
W latach 50. Frank Kurtis przekonał właściciela Novi Lewisa Welcha, by firma przeprojektowała silnik tak, by dostosować go do tylnego napędu. W 1956 roku Paul Russo, korzystając z Kurtisa Krafta-Novi, prowadził w Indianapolis 500 do 21 okrążenia. Rok później Russo zajął czwarte miejsce. W 1961 roku firma Novi została zakupiona przez Andy'ego Granatellego. Ostatnim występem silników Novi w Indianapolis był rok 1966, kiedy to Greg Weld nie zakwalifikował się po wypadku w treningu.

## Wyniki w Indianapolis 500
| Legenda oznaczeń w tabelach wyników Wyświetl szablon na nowej stronie | Legenda oznaczeń w tabelach wyników Wyświetl szablon na nowej stronie                                                                     |
| Oznaczenie                                                            | Wyjaśnienie |
| --------------------------------------------------------------------- | --- |
| Złoty                                                                 | Zwycięzca lub mistrzostwo |
| Srebrny                                                               | 2. miejsce lub wicemistrzostwo |
| Brązowy                                                               | 3. miejsce lub II wicemistrzostwo |
| Zielony                                                               | Ukończył, punktował (w klasyfikacji generalnej, gdy zdobył co najmniej jeden punkt na przestrzeni sezonu, poza trzema powyższymi opcjami) |
| Niebieski                                                             | Ukończył, nie punktował (w klasyfikacji generalnej, gdy nie zdobył co najmniej jednego punktu na przestrzeni sezonu)                      |
| Czerwony                                                              | Nie zakwalifikował się (NZ) |
| Czerwony                                                              | Nie prekwalifikował się (NPK) |
| Różowy                                                                | Nie ukończył (NU) |
| Różowy                                                                | Niesklasyfikowany (NS) (w klasyfikacji generalnej, gdy nie został sklasyfikowany w żadnym wyścigu sezonu)                                 |
| Czarny                                                                | Zdyskwalifikowany (DK) |
| Czarny                                                                | Wykluczony (WYK/EX) |
| Biały                                                                 | Nie wystartował (NW) |
| Biały                                                                 | Kontuzjowany (K/INJ) |
| Biały                                                                 | Wyścig odwołany (OD/C) |
| Bez koloru                                                            | Został wycofany (WYC/WD) |
| Bez koloru                                                            | Nie przybył (NP/DNA) |
| Bez koloru                                                            | Nie brał udziału w treningach (NT/DNP) |
| Bez koloru                                                            | Nie został zgłoszony (–) |
| Pogrubienie                                                           | Start z pole position |
| Kursywa                                                               | Najszybsze okrążenie wyścigu |
| †                                                                     | Nie ukończył, ale jego rezultat został zaliczony ze względu na przejechanie więcej niż 90% dystansu wyścigu.                              |
| *                                                                     | Sezon w trakcie |
| 1/2/3                                                                 | Punktowana pozycja w sprincie kwalifikacyjnym                                                                                             |
| Lista systemów punktacji Formuły 1                                    | |

| Rok  | Konstruktor  | Kierowca           | Nr | Kwal. | Wynik | Okr. | Lider | Uwagi                                        |
| ---- | ------------ | ------------------ | -- | ----- | ----- | ---- | ----- | -------------------------------------------- |
| 1941 | Miller       | Ralph Hepburn      | 54 | 10    | 4     | 200  | 0     |                                              |
| 1946 | Kurtis Kraft | Ralph Hepburn      | 2  | 19    | 14    | 121  | 44    | wycofał się                                  |
| 1947 | Kurtis Kraft | Cliff Bergere      | 18 | 2     | 21    | 62   | 23    | tłok                                         |
| 1947 | Kurtis Kraft | Cliff Bergere      | 54 |       | 4     | 200  | 0     | samochód dzielony z Ardingerem (okr. 70–200) |
| 1947 | Kurtis Kraft | Herb Ardinger      | 54 | 4     | 4     | 200  | 0     | samochód dzielony z Bergerem (okr. 1–69)     |
| 1948 | Novi         | Ralph Hepburn      | 12 | NZ    |       |      |       | śmiertelny wypadek w kwalifikacjach          |
| 1948 | Kurtis Kraft | Duke Nalon         | 54 | 11    | 3     | 200  | 9     |                                              |
| 1949 | Kurtis Kraft | Rex Mays           | 5  | 2     | 25    | 48   | 12    | magneto                                      |
| 1949 | Kurtis Kraft | Duke Nalon         | 54 | 1     | 29    | 23   | 23    | wypadek                                      |
| 1950 | Kurtis Kraft | Duke Nalon         | 38 | NZ    |       |      |       |                                              |
| 1950 | Kurtis Kraft | Chet Miller        | 43 | NZ    |       |      |       |                                              |
| 1951 | Kurtis Kraft | Duke Nalon         | 18 | 1     | 10    | 151  | 0     | wycofał się                                  |
| 1951 | Kurtis Kraft | Chet Miller        | 32 | 28    | 25    | 56   | 0     | zapłon                                       |
| 1951 | Meyer        | Jimmy Daywalt      | 33 | NZ    |       |      |       |                                              |
| 1952 | Kurtis Kraft | Chet Miller        | 21 | 27    | 30    | 51   | 0     | sprężarka                                    |
| 1952 | Kurtis Kraft | Duke Nalon         | 36 | 4     | 25    | 84   | 0     | sprężarka                                    |
| 1952 | Kurtis Kraft | Jimmy Daywalt      | 64 | NZ    |       |      |       |                                              |
| 1953 | Kurtis Kraft | Duke Nalon         | 9  | 26    | 11    | 191  | 0     | poślizg                                      |
| 1953 | Kurtis Kraft | Chet Miller        | 15 | NZ    |       |      |       |                                              |
| 1954 | Kurtis Kraft | Duke Nalon         | 8  | NZ    |       |      |       |                                              |
| 1955 | Kurtis Kraft | Troy Ruttman       | 18 | NZ    |       |      |       |                                              |
| 1956 | Kurtis Kraft | Paul Russo         | 29 | 8     | 33    | 21   | 11    | wypadek                                      |
| 1956 | Kurtis Kraft | Jimmy Davies       | 31 | NZ    |       |      |       |                                              |
| 1957 | Kurtis Kraft | Tony Bettenhausen  | 27 | 22    | 15    | 195  | 0     |                                              |
| 1957 | Kurtis Kraft | Paul Russo         | 54 | 10    | 4     | 200  | 80    |                                              |
| 1958 | Kurtis Kraft | Paul Russo         | 15 | 14    | 18    | 122  | 0     | chłodzenie                                   |
| 1958 | Kurtis Kraft | Bill Cheesbourg    | 54 | 33    | 10    | 200  | 0     |                                              |
| 1958 | Kurtis Kraft | Juan Manuel Fangio | 54 | NZ    |       |      |       |                                              |
| 1959 | Kurtis Kraft | Dempsey Wilson     | 34 | NZ    |       |      |       |                                              |
| 1959 | Kurtis Kraft | Paul Russo         | 38 | NZ    |       |      |       |                                              |
| 1961 | Kurtis Kraft | Ralph Liguori      | 75 | NZ    |       |      |       |                                              |
| 1961 | Kurtis Kraft | Dick Rathmann      | 75 | NZ    |       |      |       |                                              |
| 1962 | Kurtis Kraft | Chuck Stevenson    | 16 | NZ    |       |      |       |                                              |
| 1962 | Kurtis Kraft | Bill Cheesbourg    | 59 | NZ    |       |      |       |                                              |
| 1963 | Kurtis Kraft | Bobby Unser        | 6  | 16    | 33    | 2    | 0     | wypadek                                      |
| 1963 | Kurtis Kraft | Jim Hurtubise      | 56 | 2     | 22    | 102  | 1     | wycieki oleju                                |
| 1963 | Kurtis Kraft | Art Malone         | 75 | 23    | 31    | 18   | 0     | sprzęgło                                     |
| 1964 | Kurtis Kraft | Art Malone         | 3  | 30    | 11    | 194  | 0     |                                              |
| 1964 | Kurtis Kraft | Jim McElreath      | 28 | 26    | 21    | 77   | 0     | system filtrów                               |
| 1964 | Ferguson     | Bobby Unser        | 9  | 22    | 32    | 1    | 0     | wypadek                                      |
| 1965 | Granatelli   | Bobby Unser        | 6  | NZ    |       |      |       |                                              |
| 1965 | Ferguson     | Bobby Unser        | 9  | 8     | 19    | 69   | 0     | przewód olejowy                              |
| 1965 | Kurtis Kraft | Jim Hurtubise      | 59 | 23    | 33    | 1    | 0     | przeniesienie napędu                         |
| 1966 | Granatelli   | Greg Weld          | 15 | NZ    |       |      |       |                                              |